# Lijsttrekker

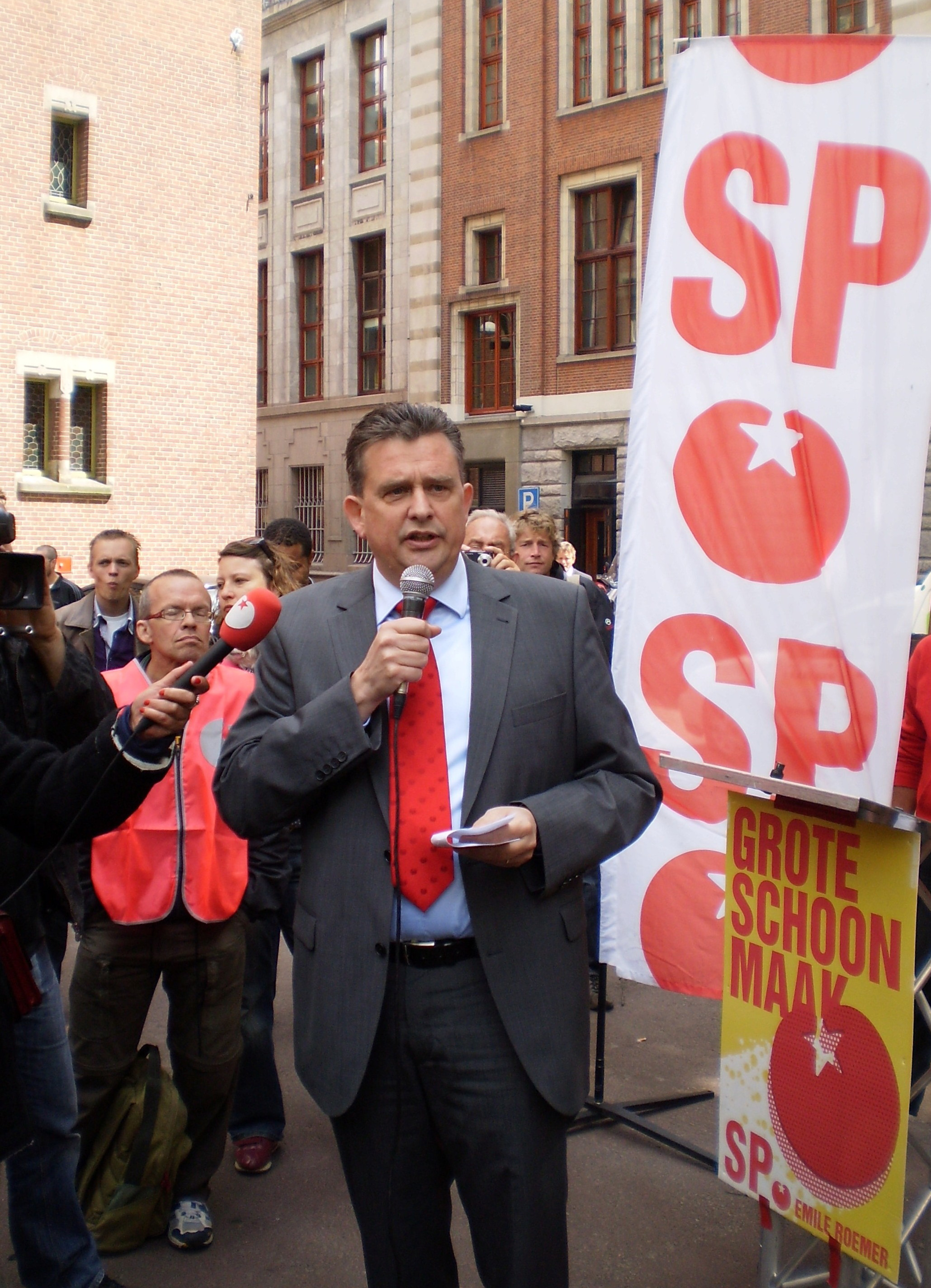
El ex lijsttrekker del partido socialista, Emile Roemer en 2010

Lijsttrekker ( pronunciación en neerlandés: /ˈlɛistˌtrɛkər/ ; Inglés: "list puller") es un término neerlandés utilizado en los Países Bajos, Bélgica y Surinam para un candidato que sea cabeza de lista en una campaña o proceso electorales. El término se refiere a la misma posición que el término alemán Spitzenkandidat, utilizado también en la política de Europa.
En los Países Bajos, que utiliza listas de partidos a nivel nacional para las elecciones parlamentarias, esta persona casi siempre es el líder político del partido. Después de una elección, esta persona generalmente lidera el grupo parlamentario del partido en los Estados Generales, u ocupa un puesto importante en el Gabinete si el partido de la persona es parte de la coalición gobernante. El Primer Ministro de los Países Bajos casi siempre proviene de entre los lijsttrekkers en las elecciones anteriores.
En Bélgica, las elecciones nacionales solo cuentan con listas electorales provinciales desde la reforma estatal de 2012-2014 ; en consecuencia, suele haber seis lijsttrekkers por partido. Generalmente uno de ellos es el líder del partido. Anteriormente, algunos de los líderes del partido se postulaban como lijsttrekker en la lista del Senado.
El término también se utiliza para elecciones municipales.
Durante la campaña electoral, estas personas atraen la mayor atención, por ejemplo, en los debates de lijsttrekkers, donde los lijsttrekkers debaten temas importantes con otros en la televisión.
Si el partido no tiene éxito en las elecciones, el lijsttrekker a menudo renunciará a su cargo o dejará la política por completo. Esto, por ejemplo, le sucedió a Thom de Graaf de Demócratas 66, quien en lugar de obtener escaños como se esperaba, perdió un escaño en las elecciones generales holandesas de 2003 . A menudo, los partidos también tienen una celebridad o un político conocido en el último lugar de la lista del partido como lijstduwer ("empujador de listas").